# Dixie Land (filme)
Dixie Land (com a grafia alternativa Dixieland) é um documentário ucraniano de 2015.

## Enredo
O documentário foi filmado na cidade ucraniana de Kherson. O filme segue quatro membros de uma orquestra infantil (Roman, Polina e dois meninos chamados Nikita) que gostam de tocar jazz americano. O filme foca-se na forte conexão das crianças com o seu professor mal-humorado, mas querido, Semyon Nikolayevich Ryvkin.

## Lançamento e Distribuição
Dixie Land foi dirigido, escrito e editado por Roman Bondarchuk. Bondarchuk foi aclamado como documentarista graças aos seus filmes anteriores, como Euromaidan e Xerifes Ucranianos.
Dixie Land estreou na Ucrânia em 2015. O filme foi exibido no Odesa International Film Festival, onde ganhou o prémio Golden Duke. O filme também foi apresentado no Lielais Kristaps National Film Festival na Letónia em setembro de 2015 e no Full Frame Documentary Film Festival nos Estados Unidos em abril de 2016. O filme também foi exibido na televisão na Finlândia em março de 2017.

## Recepção
A Odessa Review disse sobre o filme: "Honestamente, Dixie Land é o tipo de filme poderoso que dispensa apresentações - precisa ser visto". Dixie Land actualmente detém uma pontuação agregada de 7,2 em 10 no IMDb.